# Luz (Minas Gerais)
Pour les articles homonymes, voir Luz.
Luz est une municipalité brésilienne de l'État du Minas Gerais et la microrégion de Bom Despacho.